# تشيلسي ديفي
تشيلسي ديفي وُلدت في 13 أكتوبر 1985 سيّدة أعمال زيمبابوية، الشريكة السابقة للأمير هاري دوق ساسيكس، إمتدت علاقتهما من 2004 - 2011

## الحياة المُبكرة
وُلدت تشيلسي دافي في مدينة بولاوايو في زيمبابوي لاب يُدعي تشارلز دافي؛ وهو رجل أعمال من جنوب أفريقيا كان يعمل في مزارع السفاري، ولأم تدعي بيفرلي دونالد دافي، التي حازت 1973 على لقب ملكة جمال مسابقة الكوكا كولا أو ملكة جملة روديسيا، والتي تحولت لاحقاً إلى اسم ملكة جمال زيمبابوي  ، لها أخ أصغر يسمي شون. نشأت في منزل العائلة بمنطقة ليمكو سفاري. والدها تشارلز هو واحد من أكبر ملاك الأراضي الخاصة في زيمبابوي، ويقال إنه يمتلك 800000 فدان (320,000 هكتار) من الأرضي. حافظ على علاقات تجارية مع السياسي المثير للجدل ويبستر شامو ، الذي في وصفه للعلاقة معه: «أنا في شراكة مع شخص أحببته شخصيًا وأتعامل معه. أنا لست منخرطًا في السياسة بأي شكل من الأشكال.»  بعد انتقاده من قبل الصحافة، باع تشارلز ديفي حصته في العمل.

## الحياة العملية
- العمل في مجال القانون:

حصلت ديفي على دراسة قصيرة في كلية شلتنهام  (وليس كلية شلتنهام للسيدات كما راجَ عنها)  وبعدها إنتقلت إلى مدرسة ستو في باكينجهامشير.
حصل ديفي على درجة البكالوريوس في الاقتصاد من جامعة كيب تاون في عام 2006 ، وشهادة في القانون (LLB) من جامعة ليدز في عام 2009. في سبتمبر 2011، بدأت ديفي العمل كمحامية متدربة في مكتب محاماة في لندن اسمه ألين آند أوفيري. وفي أواخر عام 2014 قررت ديفي ترك منصبها في مكتب المحاماة.
- علامة آية التجارية للمجوهرات:

بعد الدراسة في معهد الأحجار الكريمة في أمريكا، بدأت ديفي علامة آية التجارية للمجوهرات، في يوليو 2016.

## العلاقة مع الأمير هاري
وصفت الصحافة العلاقة بين تشيلسي دافي والأمير هاري بالعلاقة المضطربة. إلتقى الأمير هاري وهو أحد أفراد العائلة المالكة البريطانية. مع دافي في أوائل عام 2004 ، عندما كانت ديفي تعمل بالحدود في مدرسة ستو، واستمرت علاقتهما حتى مايو 2010. ، وبعدها أعلنت ديفي في الفيسبوك انتهاء العلاقة 
في العام 2011 ، أعلن الأمير هاري نفسه علنًا بأنه «100 في المائة» ستعود علاقته مع تشيلسي دافي، فيما صرحت تشيلسي، التي حضرت حفل زفاف الأمير ويليام دوق كامبريدج وكيت ميدلتون في 29 أبريل 2011، بأنها لن تتزوج من الأمير هاري بسبب ارتفاع عدم التوافق بينهما في خيارات الحياة.
في مايو 2018 ، كانت ديفي ضيفًا في حفل زفاف الأمير هاري وميغان ماركل.

## وصلات خارجية
- الصفحة في ويكبيديا الإنجليزية
- صحيفة النهار